# توماس ساترلند
توماس ساترلند (به انگلیسی: Thomas Sutherland) (زاده ۱۸۳۱ - درگذشته ۱ ژانویه ۱۹۲۲) کارآفرین، سیاست‌مدار و بانکدار اسکاتلندی بود، که در سال ۱۸۶۵ بانک اچ‌اس‌بی‌سی را تأسیس کرد. این بانک هم‌اکنون به‌عنوان یکی از بزرگترین بانک‌های جهان محسوب می‌شود.